# Renée Taylor
Renée Taylor (* 19. März 1933 in New York City als Renée Wexler) ist eine US-amerikanische Schauspielerin und Autorin. Ihre international bekannteste Rolle ist die der Sylvia Fine, der Mutter der von Fran Drescher verkörperten Titelfigur Fran Fine  in der Fernsehserie Die Nanny.

## Leben
Renée Taylor wurde als Renée Wexler 1933 im New Yorker Stadtteil Bronx geboren. 1965 heiratete sie den Schauspieler Joseph Bologna, welcher im Jahr 2017 verstarb. Der gemeinsame Sohn Gabriel Bologna ist ebenfalls als Schauspieler tätig. Taylor entstammt einer jüdischen Familie und hat russische Vorfahren.

## Karriere
Zusammen mit ihrem Ehemann schrieb Taylor das Stück Lovers and Other Strangers, das am Broadway ein großer Erfolg wurde und 1970 unter der Regie der beiden Autoren verfilmt wurde. Für das Drehbuch erhielten Taylor und Bologna 1971 eine Oscarnominierung. Als Schauspielerin hatte Taylor ab 1959 verschiedene Auftritte als Komikerin in der The Jack Paar Show, dem Vorläufer von der Tonight Show. In der folgenden Schauspielkarriere war Renée Taylor ebenfalls oft in komödiantischen Rollen und Filmen zu sehen. 1961 stand sie in dem Jerry-Lewis-Film Der Bürotrottel vor der Kamera. Unter der Regie von Mel Brooks verkörperte sie die Eva Braun in der erfolgreichen Filmkomödie Frühling für Hitler. 1970 spielte sie erneut eine Nebenrolle in der Filmkomödie Keiner killt so schlecht wie ich an der Seite von Walter Matthau. Im darauffolgenden Jahr stand die Schauspielerin zusammen mit ihrem Ehemann Joseph Bologna für den Fernsehfilm Made for Each Other vor der Kamera. Das teilweise autobiografische Drehbuch stammte erneut aus der Feder von Taylor und Bologna. Das Paar wurde dafür mit einem Emmy ausgezeichnet.
In den 1980er und 1990er Jahren hatte Renée Taylor zahlreiche Gastauftritte in verschiedenen Fernsehserien wie Chefarzt Dr. Westphall, Harrys Nest oder Caroline in the City.
Noch größere internationale Beachtung brachte ihr die Rolle der Sylvia Fine in der US-amerikanischen Sitcom Die Nanny. Sie verkörperte die stereotypische, jüdische Mutter der Hauptdarstellerin Fran Drescher von 1993 bis 1999. Anschließend war sie als Synchronstimme der weiblichen Schildkröte in der englischsprachigen Originalfassung von Dr. Dolittle 2 zu hören. 2004 spielte Taylor an der Seite von Jude Law und Susan Sarandon in der britisch-US-amerikanischen Produktion Alfie.
Die bekannteste deutsche Synchronstimme von Renée Taylor kommt von der Schauspielerin Marianne Wischmann.

## Filmografie (Auswahl)

### Kino- und Fernsehfilme
- 1958: The Kiss
- 1958: The Mugger
- 1959–1962: The Jack Paar Show
- 1961: Der Bürotrottel (The Errand Boy)
- 1968: Der Detektiv (The Detective)
- 1968: Frühling für Hitler (The Producers)
- 1970: Keiner killt so schlecht wie ich (A New Leaf)
- 1977: Forever Fernwood
- 1990: Frühstück bei ihr (White Palace)
- 1991: Mein Weihnachtswunsch (All I Want for Christmas)
- 1992/1994: Dream On
- 1993: Daddy Dearest
- 1993–1999: Die Nanny (The Nanny)
- 1996: Liebe und andere … (Love Is All There Is)
- 2001: 61*
- 2001: Dr. Dolittle 2 (Stimme der weiblichen Schildkröte)
- 2001: Dying On the Edge
- 2002: Returning Mickey Stern
- 2003: Lady Killers
- 2004: Alfie
- 2006: A-List
- 2006: Kalamazoo?
- 2007: Pandemic – Tödliche Erreger (Pandemic)
- 2008: The Rainbow Tribe
- 2016: The Do-Over
- 2017: How to Be a Latin Lover

### Als Autorin
- 1970/1993: Lovers and Other Strangers (Theaterstück/Fernsehserie)
- 1970: Liebhaber und andere Fremde (Lovers and Other Strangers, Kinofilm)
- 1971: Made for Each Other
- 1975: A Lucille Ball Special Starring Lucille Ball and Jackie Gleason
- 1976: Die Frau des Jahres (Woman of the Year)
- 1980: A Cry For Love
- 1989: It Had to Be You
- 1996: Love Is All There Is

### Gastauftritte
- 1963: Preston & Preston (The Defenders) als Mrs. Thorpe, Folge 2.30
- 1964: The Reporter als Myrna, Folge 1.04
- 1983: Matt Houston, Folge: 1.20 „Mord nach der Vorstellung“
- 1983: Lotterie (Lottery!) als Sylvia Berman, Folge 1.01 „San Francisco“
- 1984: Chefarzt Dr. Westphall: Das turbulente Krankenhaus (St. Elsewhere) als Dr. Charlotte Miller, Folgen 3.04 „Der Streik“ und 3.05 „Schon wieder Sorgen“
- 1986: Geschichten aus der Schattenwelt (Tales from the Darkside) als Pearl King, Folge: 3.08 „Der Schlangenzahn“
- 1990: Die besten Jahre (Thirtysomething) als Electra Rosenbloom, Folge 4.06 Die Überraschungsparty
- 1992: Harrys Nest (Empty Nest) als Anne, Folge 4.16 Ich bin der Boss
- 1996: Superman: Die Abenteuer von Lois & Clark (Lois & Clark: The New Adventures of Superman) als Roweena Johnson, Folge 3.19 Ein Geschenk für Mom
- 1996: Caroline in the City als Mrs. Fox, Folge 2.09
- 1998: Saras aufregendes Landleben (The Simple Life) als Sylvia Fine, Folge 1.03 Die Ersatzmutter
- 2005: Everwood als Betty Barrett, Folge 4.04 Pieces of Me
- 2009–2012: How I Met Your Mother (Mrs. Matsen, drei Folgen)
- 2010: Victorious als die Großmutter von Robbie, Folge 4 Ein Song Für Trina
- 2010: Law & Order: Special Victims Unit als Maude Monaghan, Folge 11.18
- 2011–2012: Happily Divorced als Marilyn, eine Nachbarin und Freundin von Dori (Frans Mutter) (fünf Folgen)
- 2011: Shake it Up – Tanzen ist alles (Staffel 1, Episode 3)
- 2012: 2 Broke Girls (Staffel 1, Folge 17 The Kosher Cupcakes)

## Auszeichnungen
- 1971: Nominierung für den Oscar für Bestes adaptiertes Drehbuch für Liebhaber und andere Fremde
- 1971: Nominierung für den Writers Guild of America Award in der Kategorie „Best Comedy“ für Made for Each Other
- 1973: Auszeichnung mit dem Primetime Emmy Award für Herausragendes Drehbuch für ein Varieté-Special für Acts of Love and Other Comedies

- 1996: Nominierung für den Emmy als Beste Nebendarstellerin in einer Comedyserie für Die Nanny